# Raoul II. de Tosny
Raoul II. de Tosny (englisch Ralph de Tosny) oder Raoul II de Conches (* vor 1040; † 1102) aus der Familie Tosny war einer der großen anglonormannischen Barone zur Zeit Wilhelm des Eroberers. Er gehörte zu denjenigen, die Wilhelm bei der Eroberung Englands begleiteten.

## Standartenträger des Herzogs von Normandie
Um 1040, als sein Vater Roger I. de Tosny und seine beiden älteren Brüder im Kampf fielen, war Raoul vermutlich noch minderjährig. Seine Mutter zeichnete bis 1050 Dokumente mit ihm gemeinsam, so dass er wohl ein wenig jünger war als sein Herzog. 
Als 1054 zwei Armeen aus königlich französischen und angevinischen Soldaten die Normandie verwüsteten und eine von ihnen in der Schlacht von Mortemer geschlagen wurde, beauftragte Wilhelm seinen Standartenträger Raoul II. deTosny damit, die Neuigkeit der anderen Armee mitzuteilen. Von einem Hügel aus proklamierte der herzogliche Herold die Niederlage von Mortemer dem Gegner, woraufhin dessen Kommandeure, König Heinrich I. und Graf Geoffroy II. von Anjou den Abzug befahlen.
Um 1061 verwies Wilhelm Raoul und andere Barone wie Arnaud d’Échauffour (aus dem Haus Giroie) und Hugues de Grandmesnil des Landes. Nach Ordericus Vitalis scheint die Entscheidung des Herzogs durch die Streitigkeiten verursacht zu sein, die diese Barone ihren Nachbarn bereiteten, wobei Roger II. de Montgommery und seine Ehefrau Mabile de Bellême den Herzog dazu gedrängt haben sollen. Angesichts eines bevorstehenden Feldzugs gegen die Grafschaft Maine wurden sie allerdings bereits 1063 wieder zurückgerufen.

## Raoul II. und England
Obwohl er einer der wichtigsten Barone der Normandie war, stellte Raoul II. für die Eroberung Englands keine Schiffe. Falls er aber selbst an der Schlacht von Hastings teilnahm, so fiel die Belohnung durch den neuen König von England recht gering aus. Er erhielt nur wenig Grundbesitz in England, der in sechs Grafschaften (Berkshire, Hertfordshire, Herefordshire, Gloucestershire, Worcestershire und Norfolk) gelegen war. Die Historiker Judith A. Green meint sogar, dass er unter den wichtigen Ratgebern Wilhelm der am geringsten belohnte war.
Die Macht der Tosnys in England bestand vor allem aus der Baronie Flamstead. William FitzOsbern, 1. Earl of Hereford, Raouls Schwager, vertraute ihm die neue Burg von Clifford (Herefordshire) an. Er zählte dabei sicher auf die militärische Erfahrung Raouls bei der Verteidigung der Grenze zu Wales.

## Streit mit den normannischen Nachbarn
Musset stellt fest, dass Raoul sein ganzes Leben über seine adligen Nachbarn ohne Ausnahme und ohne wirkliche Nutzen bekämpfte. Es handelt sich hier um ein schönes Beispiel steriler Rastlosigkeit, in der sich nun die zentralen Kräfte der normannischen Aristokratie abnutzten. Diese Aktivitäten datieren vor allem aus den letzten Lebensjahren Wilhelms und erst recht aus der Zeit nach seinem Tod.
1078 unterstützte Raoul Herzog Robert II. bei seinem Aufstand gegen seinen Vater Wilhelm. Auch flüchteten sie gemeinsam aus der Normandie. Raouls Besitz im Herzogtum, Conches und Tosny vor allem, wurde beschlagnahmt. Die Versöhnung zwischen dem König und seinem Sohn gab Raoul seinen Besitz zurück.
1087 starb Wilhelm und Raoul profitierte von der Situation, um mehrere Burgen hochzuziehen und auch seinen Soldaten frei Hand zu geben. 1090 begann er unter dem Druck seiner Ehefrau Isabelle de Montfort einen Krieg gegen seinen Nachbarn und Halbbruder Wilhelm von Évreux. Mehrfach und über Jahre hinweg wurde das Land um Conches verwüstet, schließlich wurde ein Frieden geschlossen, nachdem der Neffe des Grafen von Évreux, Guillaume de Breteuil, Raoul gefangen genommen hatte. Aus dem Frieden wurde ein Bündnis, dem das Land um Beaumont-le-Roger zum Opfer fiel, das ihrem Nachbarn Robert I. von Meulan gehörte. 
In der Auseinandersetzung zwischen den Söhnen Wilhelms des Eroberers nach 1087 stand Raoul anfangs auf der Seite des älteren, Herzog Robert II. Gemeinsam brachen sie 1088 auf, um Roger II. de Montgommery zu strafen. Als aber Raoul um 1090 wieder in eine Auseinandersetzung mit Wilhelm von Évreux geriet, griff Herzog Robert nicht ein. Enttäuscht wandte sich Raoul an König Wilhelm II. von England, der froh war, einen neuen Verbündeten in der Normandie gefunden zu haben und auf den Hilferuf positiv antwortete.
Raoul starb im Jahr 1102. Sein Nachfolger wurde sein Sohn Raoul III. de Tosny.

## Nachkommen
Raoul II. de Tosny heiratete Élisabeth (oder Isabelle) de Montfort, Tochter von Simon I. von Montfort. Nach der Hochzeit gab Simon seinem Schwiegersohn die Burg Nogent-le-Roi, die nicht in der Normandie liegt.
Kinder des Paares sind
- Roger II., genannt der Junge, Erbe seines Vaters und Wilhelm von Évreux, starb jedoch wohl bereits 1091[10].
- Raoul III. de Tosny, † wohl 1126
- Godehilde († 1097) ⚭ Balduin von Boulogne, 1098 Graf von Edessa, 1100 König von Jerusalem